# Сотник (присілок)
Со́тник (рос. Сотник) — присілок у складі Кондінського району Ханти-Мансійського автономного округу Тюменської області, Росія. Входить до складу Морткинського міського поселення.
Населення — 21 особа (2010, 24 у 2002).
Національний склад станом на 2002 рік: росіяни — 62 %, мансі — 38 %.